# Spartidium saharae
Spartidium saharae là một loài thực vật có hoa trong họ Đậu. Loài này được (Coss. & Durieu) Pomel miêu tả khoa học đầu tiên.